# Vincent Lacressonnière
Pour les articles homonymes, voir Lacressonnière.
Vincent Lacressonnière (né le 20 mars 1967 à Saint-Omer) est un coureur cycliste français, actif dans les années 1980 et 1990.

## Biographie
Vincent Lacressonnière commence le cyclisme à l'âge de 13 ou 14 ans (minimes) à l'US Saint-Omer,. Il court avec ce club jusqu'en première année junior, gagnant sa première course chez les cadets. Pour sa seconde année junior, il rejoint l'USO Bruay-la-Buissière. Dans sa catégorie, il devient champion de France du contre-la-montre par équipes et termine troisième en individuel.
Il court ensuite au CC Wasquehal pendant quatre ans, au plus haut niveau amateur. Auteur d'une dizaine de succès au niveau national, il est sélectionné en équipe de France amateurs. Il est également membre de l'ACBB pendant une saison,.
Il passe professionnel en 1991 dans l'équipe belge Tonton Tapis-GB-Corona. Avec elle, il s'illustre en remportant le Grand Prix de Fourmies, sa seule victoire professionnelle, après une longue échappée solitaire,. Cette même année, il se classe sixième du Tour de Vendée. En 1992, il signe chez Collstrop-Garden Wood-Histor, autre formation belge. Onzième du Grand Prix de Denain ou encore quatorzième du Tour de Vendée, il n'est cependant pas conservé par son équipe en fin d'année, ce qui met un terme à sa carrière,.
Une fois sa carrière terminée, Vincent Lacressonnière devient directeur sportif dans l'éphémère équipe Le Groupement en 1995. Il se reconvertit ensuite dans le monde de la vente, et devient commercial,. Pour autant, il ne délaisse pas le monde du vélo en étant chauffeur d’invité sur diverses courses, comme sur les Grand Prix de Denain, d'Isbergues, de Fourmies ou encore aux Quatre Jours de Dunkerque. Il est également le parrain de l'US Valenciennes Marly Cyclisme en 2019.

## Palmarès

### Palmarès amateur
- 1985
  -  Champion de France du contre-la-montre par équipes juniors
  - Champion des Flandres sur route juniors
  - 3e du championnat de France sur route juniors
- 1988
  - Ronde de l'Armagnac
  - 3e de La Tramontane
  - 3e du Grand Prix de Lillers
- 1989
  - 2e du Circuit méditerranéen
  - 3e du Grand Prix des Flandres françaises
- 1990
  - Tour du Pas-de-Calais

### Palmarès professionnel
- 1991
  - Grand Prix de Fourmies